# Lambert de Marchant et d'Ansembourg
Lambertus Joseph Rudolf Jean Baptiste Wilderich Gerardus Evermarus Maria graaf de Marchant et d'Ansembourg (Amstenrade, 11 september 1932 - Soheit, 17 februari 2007) was een Nederlands diplomaat.
Lambert de Marchant et d'Ansembourg, plaatselijk in Amstenrade ook wel bekend als "de graaf", was de oudste zoon van prominent NSB'er en nazicollaborateur Max de Marchant et d'Ansembourg en Myriam von Fürstenberg.
Hij was ambassadeur voor het Koninkrijk der Nederlanden in Senegal, Gambia, Mali, Kaapverdië, Guinee-Bissau, Mauritanië, Tsjechoslowakije en Zweden. 
Hij was getrouwd met Andrée Nina de Romanet de Beaune en had drie dochters. Hij overleed op 17 februari 2007 tijdens een vakantie in zijn buitenverblijf in België. Op 23 februari 2007 werd zijn lichaam bijgezet in de familiegrafkelder in de parochiekerk van Amstenrade.
Op 4 december 2010 trouwde zijn oudste dochter gravin Leila (geboren 1976), de huidige eigenaresse van kasteel Amstenrade met jhr. Henri van Lidth de Jeude (geboren 1973), lid van de Belgische adellijke tak van de oorspronkelijk Nederlandse familie Van Lidth de Jeude.   